# Température de Planck
En physique, la température de Planck, notée {\displaystyle T_{\mathrm {P} }}, est une unité de température qui fait partie du système d'unités de Planck.
Elle définit l'unité de l'échelle des températures de Planck. Dans cette échelle, la température de Planck a pour valeur 1, et le zéro absolu a pour valeur 0. Les autres températures peuvent alors être converties dans ce système, par exemple : 0 °C = 273,15 K = 1,927 9 × 10−30 TP.
La température de Planck vaut environ 1,417 × 1032 K.

## Définition
La température de Planck est définie par :
{\displaystyle T_{\mathrm {P} }={\frac {m_{\mathrm {P} }c^{2}}{k}}={\sqrt {\frac {\hbar c^{5}}{Gk^{2}}}}\approx } 1,416 808 (33) × 1032 K
où :
- {\displaystyle m_{\mathrm {P} }} est la masse de Planck
- {\displaystyle c} est la vitesse de la lumière dans le vide
- {\displaystyle k} est la constante de Boltzmann
- {\displaystyle \hbar } est la constante de Planck réduite
- {\displaystyle G} est la constante gravitationnelle
- les parenthèses indiquent l'erreur type sur les deux derniers chiffres de la valeur estimée[2]

## Interprétations

### Limite absolue
La température de Planck peut être présentée comme la température la plus élevée qui ait un sens dans les théories physiques actuelles.
Comme la plupart des unités de Planck, l'unité de température de l'échelle de Planck est une limite fondamentale de la théorie quantique, en combinaison avec la gravitation. À une extrémité de l'échelle des températures on aurait le zéro absolu (0 K) et de l'autre la plus haute température absolue (TP).
Comme pour les autres unités de Planck, cependant, elle souffre d'un certain arbitraire dans le choix des constantes à normaliser, et le « maximum » que représente cette température n'est défini qu'à un petit facteur près.

### Maximum d'émission
La température d'un objet peut être calculée grâce à la longueur d'onde de son rayonnement du corps noir, dont le maximum d'émission suit la loi du déplacement de Wien. Si un objet atteint la température de 1,41 × 1032 kelvins (= TP), la radiation qu'il émettrait aurait une longueur d'onde de 1,616 × 10−26 nanomètres (la longueur de Planck). La longueur de Planck correspondant à une limite d’indiscernabilité au sens de la mesure physique, l'émission d'un spectre de rayonnement à ces températures ne peut plus être physiquement décrit. Aux températures supérieures ou égales à TP, les théories physiques actuelles sont inutilisables.
L'énergie à cette température est telle que l'énergie gravitationnelle des photons devient significative.

### Température thermodynamique
Une hypothétique particule à l'équilibre dans un milieu de température T aura une énergie cinétique donnée par :
{\displaystyle {\overline {E_{c}}}\,=\,{\frac {3}{2}}k_{\mathrm {B} }T}
où :
- {\displaystyle {\overline {E_{c}}}} est l'énergie cinétique moyenne des particules en joules (J),
- {\displaystyle k_{B}} la constante de Boltzmann (1,380 650 4(24) × 10−23 J/K),
- {\displaystyle T} la température thermodynamique en kelvins (K).

À la température de Planck, l'énergie cinétique d'une éventuelle particule est de l'ordre de l'énergie de Planck : en termes de particules, c'est celle qu'aurait une particule de Planck se déplaçant à la vitesse de la lumière. De toute évidence une particule ponctuelle ne peut pas recevoir plus d'énergie, et donc, cette température thermodynamique est de ce point de vue un maximum absolu.

### Température de trou noir
La température de Hawking d'un trou noir est la température du rayonnement émis par un trou noir dans le cadre de l'effet Hawking, phénomène qui voit les trous noirs émettre un très faible rayonnement thermique en raison d'effets quantiques. Cette température est donnée par la formule :
{\displaystyle T={\frac {1}{k_{\mathrm {B} }}}{\frac {\hbar c^{3}}{8\pi G}}\cdot {\frac {1}{M}}}, où M est la masse du trou noir.
Quand la formule est comprise en unités de Planck, elle exprime que la température du trou noir (qui rayonne comme un corps noir) est inversement proportionnelle à sa masse. Et donc, ce rayonnement n'est « très faible » que pour des trous noirs de taille cosmique ou métrique. Dans le domaine subatomique, on voit que la température atteint la température de Planck lorsque la masse du trou noir est réduite à la masse de Planck, c'est-à-dire quand il s'agit d'une particule de Planck : la température de Planck est celle de l'émission radiative d'une particule de Planck.

### Émittance énergétique et densité d'énergie
D'après la loi de Stefan-Boltzmann, l'exitance énergétique du corps noir (puissance totale rayonnée par unité de surface dans le demi-espace libre d'un corps noir) est liée à sa température {\displaystyle T} par la relation :
{\displaystyle \ W/S=\sigma \cdot T^{4}}, où {\displaystyle \sigma ={\frac {\pi ^{2}k_{B}^{4}}{60c^{2}\hbar ^{3}}}} est la constante de Stefan-Boltzmann.
Dans la thermodynamique des trous noirs, cette loi est également respectée pour la radiation de Hawking. Trou noir ou pas, la puissance rayonnée par une sphère de rayon R est donc alors :
{\displaystyle W=4\pi R^{2}\cdot \sigma \cdot T^{4}=\left({\frac {k_{B}^{4}}{c^{2}\hbar ^{3}}}\right){\frac {\pi ^{3}}{15}}R^{2}T^{4}}.
Lorsque la loi est exprimée en unités de Planck le terme entre parenthèses disparaît, et comme π3≈31, la puissance émise est de l'ordre de {\displaystyle 2R^{2}T^{4}}.
Sous cette forme, on voit par exemple qu'une unité de l'ordre de la particule de Planck (trou noir de masse de Planck et de rayon la longueur de Planck), qui rayonne à cette température, émet l'équivalent de l'énergie de Planck en une durée de l'ordre du temps de Planck, autrement dit, il se vide de son énergie en un temps qui n'est pas distinguable d'un temps nul, un « instant de Planck».
Inversement, si un espace est à l'équilibre thermique à cette température, tout « volume de Planck  » reçoit à chaque « instant de Planck » suffisamment d'énergie (de l'ordre de l'énergie de Planck) pour que l'espace s'effondre et qu'il s'y forme spontanément une particule de Planck. Autrement dit, la température est telle que l'espace n'est pas distinguable d'une soupe de particules de Planck évanescentes en perpétuelle reformation, et dont la densité est maximale, c'est-à-dire une particule par volume de Planck.
De toute évidence, il n'est pas possible d'ajouter de l'énergie à un tel espace, et donc, sa température est un maximum absolu.

### Température à l'ère de Planck
Cette température maximale correspondrait à la température de l'Univers à l'instant qui marque la fin de l'ère de Planck, soit environ 10−43 s après le Big Bang, appelé temps de Planck.

### Température de cordes?
Dans la théorie des cordes, la longueur de Planck est l'ordre de grandeur de la taille de la corde, mais l'énergie de Planck est le quantum d'énergie suivant lequel une corde peut vibrer. De ce point de vue, une corde même « froide » aurait une densité d'énergie supérieure à ce qui correspond à la température de Planck ; mais cette énergie « au-delà de la température de Planck » ne se manifeste pas comme une énergie ordinaire, et ne se traduit donc pas par une température.